# Maria-ter-Heide
Maria-ter-Heide is een wijk van de Antwerpse gemeente Brasschaat. Plaatselijk wordt deze wijk ook Polygoon genoemd, naar een oefenterrein van de Belgische artillerie dat een veelhoekige vorm heeft.

## Geschiedenis
Omstreeks 1760 ontstond het gehucht Maria-ter-Heide rond het Kasteel Bellenhof. In 1852 werd dit gehucht verheven tot zelfstandige parochie. Maria-ter-Heide groeide uit nabij een belangrijke militaire basis, het Kamp van Brasschaat, waarvan de geschiedenis tot 1820 teruggaat. Vanaf 1910 was er ook een vliegveld in gebruik.
Aan het begin van de Tweede Wereldoorlog heeft het Duitse leger een doorgangskamp in Maria-ter-Heide geïnstalleerd. Veel Belgische soldaten en officieren trokken door dit kamp, destijds Dulag genoemd (afkorting van durchgangslager), en werden daar gesorteerd. Sommigen werden naar huis gestuurd, anderen werden naar een krijgsgevangenenkamp in Duitsland gebracht.

## Bezienswaardigheden
- Het Kamp van Brasschaat, militair erfgoed.
- Het Fort van Brasschaat, onderdeel van de Stelling van Antwerpen
- De antitankgracht rond Antwerpen
- Het Vliegveld Brasschaat
- Het Oorlogsmonument Brasschaat
- De Onze-Lieve-Vrouw-Onbevlekt-Ontvangenkerk, aan de Bredabaan.
- Het Kasteel Bellenhof
- Het Hof ter Mick
- Gibo Heide, school voor hoogbegaafde kinderen

## Natuur en landschap
Maria-ter-Heide ligt in de Noorderkempen in een bosrijk gebied. In het noordoosten ligt het Groot Schietveld, niet alleen een militair oefengebied maar bovenal een belangrijk natuurgebied.

## Buurtspoorwegen
Voor de buurtspoorwegen is deze deelgemeente een knooppunt geweest van de lijn Antwerpen Breda en de lijn van Brasschaat (Polygoon) naar Brecht - Sint-Lenaarts - Oostmalle - Herentals en Westerlo. De lijn van Antwerpen tot Polygoon is al in 1912 geëlektrificeerd en in 1951 is de elektrificatie doorgetrokken tot Wuustwezel. Op 1 oktober 1966 reed de laatste tram tot Maria-ter-Heide.

## Sport en recreatie
- De voetbalclub K. SOC. Maria-ter-Heide.
- De scouts 23ste Don Bosco

## Nabijgelegen kernen
Brasschaat, Heide, Gooreind, Sint-Job-in-'t-Goor, 

## Legende
Lang geleden, toen Maria-ter-Heide nog niet meer was dan een gehucht omringd door donkere dennenbossen en moerassige 

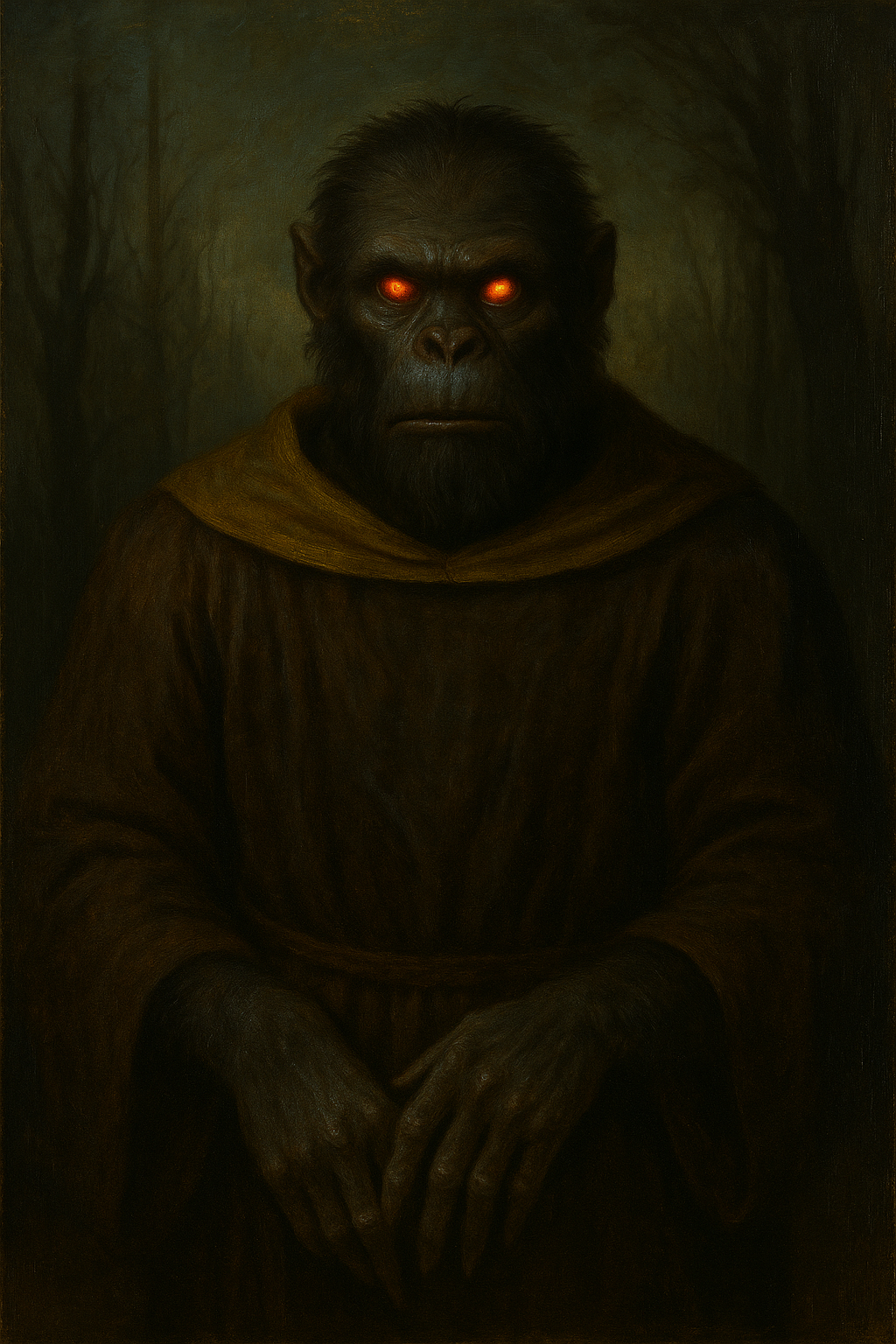
Enige foto van de aarsaap

heidevelden, dwaalde er een vreemd wezen rond waar de dorpelingen fluisterend over spraken: de Aarsaap.
Men zei dat het schepsel half aap, half mens was, maar met een vreemde misvorming die zijn naam verklaarde: een kale, rode vlek op zijn achterste die licht gaf in de nacht als een gloed van kolen. Deze vurige gloed leidde verdwaalde reizigers diep het bos in, waar ze nooit meer teruggevonden werden.
De Aarsaap zou overdag schuilen in de holle bomen bij de rand van het meer, maar ’s nachts kwam hij tevoorschijn. Soms hoorde men een akelig lachend gebrul, ergens tussen een kind en een dier in. Wie dat geluid hoorde, wist dat het tijd was zich te haasten naar huis, want de Aarsaap jaagde op hen die te laat buiten bleven.
Volgens de oudste bewoners ontstond het wezen eeuwen geleden, toen een jager uit het dorp zich vergrepen had aan de heilige stilte van het woud. Hij lachte om de geesten en stak een vuur aan in het verboden moeras. Voor straf werd hij door de natuur zelf vervloekt en veranderde in de Aarsaap: gedoemd om tot het einde der tijden ronddwalen en mensen mee te sleuren naar de dieptes van de heide.
Toch heeft het monster ook een andere kant. Sommigen zeggen dat wie de moed heeft het licht van de Aarsaap niet te volgen, maar juist zijn blik te weerstaan, beloond wordt. De Aarsaap zou dan verdwijnen in rook en een oude munt of relikwie achterlaten – een geschenk van de geesten van het bos.
Tot op vandaag durven de inwoners van Maria-ter-Heide na zonsondergang nauwelijks alleen de heide over te steken. En als in de verte een roodachtig schijnsel tussen de bomen oplicht, fluisteren de ouderen:
"Kijk niet om, en volg het licht niet – de Aarsaap zoekt een nieuw slachtoffer."